# Terra e mare
Terra e mare (titolo originale: Land und Meer)  è un saggio in forma di racconto scritto nel 1942 da Carl Schmitt. Sottotitolato Una considerazione sulla storia del mondo raccontata a mia figlia Anima, questo saggio racconta e riassume l'evoluzione geo-storico-giuridica del nostro pianeta a partire dalla scoperta del Nuovo Mondo. L'originalità dell'opera risiede nell'individuazione, da parte dell'autore, della dicotomia Terra-Mare come motore della storia umana.
Questi temi saranno maggiormente approfonditi ne Il Nomos della Terra.
L'opera si compone di due parti: Terra e mare e Dialogo sul nuovo spazio.

## Contenuto
In Terra e mare, Carl Schmitt avvia una riflessione intorno all'evoluzione geografica, storica e giuridica del nostro pianeta, partendo dalla tesi secondo cui la storia del mondo sarebbe storia di potenze di mare contro quelle di terra e viceversa.
Il discorso del giurista attraversa la storia della Repubblica Marinara di Venezia, il ruolo di Spagna, Portogallo e Inghilterra nell'appropriazione del continente americano a partire dal 1492, fino a toccare l'ingresso dell'aviazione e dell'elemento aria nella Seconda Guerra Mondiale.
Quella che segue è una schematica ricostruzione del percorso intrapreso da Schmitt in Terra e mare.
Carl Schmitt inizia il suo saggio ricordando le fondamenta esistenziali dell'uomo: esso è un essere di terra che calca il suolo, che dal terreno ricava la sua visione, il suo punto di vista. L'uomo, dunque, nomina Terra l'astro sul quale vive, per quanto la superficie del pianeta sia perlopiù coperto d'acqua. Dei tradizionali quattro elementi (acqua, terra, fuoco, aria), è la terra l'elemento destinato a determinare l'esistenza dell'uomo. Tuttavia, nelle più profonde memorie, l'uomo riconosce nel mare la causa prima di ogni vita. Basti pensare a Afrodite, dea della bellezza, nata dalle onde del mare; oppure a Talete di Mileto, che identifica l'archè nell'acqua.
I sopracitati elementi - terra, fuoco, aria, acqua - sono da tempo stati scomposti dalla moderna tecnica in più di novanta elementi chimici (tavola degli elementi). Possiamo, tuttavia, continuare a fare uso della tradizionale suddivisione, per poter parlare, con questi nomi semplici ed evidenti, di potenze marinare e potenze terrestri nel senso proprio di questi elementi. Le materie chimiche sono di fatto un nulla storico. Ciò che accade a partire dagli elementi tradizionalmente intesi - in particolare per quanto concerne terra e acqua - non avviene in maniera scientifica e meccanica. Se sussistesse il determinismo ambientale, l'uomo sarebbe, a seconda dei casi, un animale di terra, un pesce o un uccello. L'uomo, invece, non si esaurisce nel proprio ambiente: esso, a differenza dell'animale e della pianta (la cui esistenza è determinata dall'ambiente), può salvarsi e elevarsi a una nuova vita; può, addirittura, scegliere l'elemento al quale dedicare la nuova forma complessiva della sua esistenza storica, nel quale si organizza (può, ad esempio, passare da un'esistenza terranea a una marittima).
"La storia del mondo è storia di lotta di potenze marinare contro potenze di terra e di potenze di terra contro potenze marinare". Dai tempi più remoti questa opposizione elementare è osservabile e, ancora nel XIX secolo, si usava caratterizzare le tensioni dell'epoca tra Russia e Inghilterra come lo scontro tra un orso e una balena. I cabalisti medioevali parlavano della storia del mondo come di una lotta tra Leviatano e Behemoth, dove il primo ostruisce le vie aeree del secondo per impedirgli di respirare: è questa la rappresentazione mitica del blocco navale, con cui una potenza marittima taglia i rifornimenti al paese avversario per affamarlo.
La storia umana è lotta tra terra e mare. A partire dagli antichi greci, allevati da Poseidone, passando per Roma, civiltà di terra in lotta con a potenza marinara Cartagine, giungendo a Venezia, che per cinquecento anni dominò il mare. Tuttavia, con il dispiegarsi del Nuovo Mondo, ci si rende conto della limitatezza di un potere che, come quello di Venezia, si estende soltanto sul Mar Mediterraneo.
Il filosofo tedesco Ernst Kapp ha stabilito la sequenza degli imperi dal punto di vista dell'acqua. Egli distingue tre stadi di sviluppo cronologico: Potamia, età talattica, cultura oceanica.
- Potamia: cultura fluviale d'oriente (Tigri e Eufrate, Nilo - assiri, babilonesi, egiziani);
- Età talattica: cultura dei mari interni e del bacino del Mediterraneo (antichità greca e medioevo mediterraneo);
- Cultura oceanica: scoperta dell'america e circumnavigazione del globo terracqueo.

Venezia, anche dopo la scoperta del nuovo mondo, è rimasta arroccata sullo stadio talattico. La pratica festiva dello Sposalizio con il mare dimostra come questa repubblica marinara non si sentisse identica all'elemento acqua ma, anzi, dovesse rabbonire un elemento a lei estraneo. La tecnica navale della repubblica di Venezia rimase inalterata fino al suo declino (1797): conobbe solo la navigazione a remi, mentre la navigazione a vela permetteva di solcare gli oceani.
Nella battaglia navale di stile antico, le navi cozzano l'una contro l'altra e si cerca di andare all'arrembaggio: si tratta, dunque, di una battaglia terrestre sull'elemento acqua, una battaglia corpo a corpo. La lotta marina vera e propria si avrà con l'introduzione dell'artiglieria nelle navi da guerra.
Non è possibile parlare della storia del mare senza elogiare la balena (il Leviatano) e i suoi cacciatori: il più potente tra tutti i viventi e il più audaci tra tutti gli umani. Melville, autore di Moby Dick, è per gli oceani del mondo ciò che Omero fu per il Mediterraneo orientale. Il più grande e più potente animale d'acqua del mondo, è un mammifero e respira con i polmoni; tuttavia, per l'elemento in cui vive, la balena deve essere considerata un pesce. E i suoi cacciatori non erano semplici pescatori, ma proprio cacciatori in grande stile; perlomeno al principio. Con lo sviluppo della locomozione a vapore e dell'artiglieria, la battaglia si fece impari, la pesca pelagica divenne uno sterminio fatto di granate, macchine elettriche, cannoni. Tra il 1937 e il 1938 si arrivò, a Londra, al primo accordo internazionale di regolazione all'uccisione della balena. Prima che si dovesse giungere a ciò, la caccia alla balena era una lotta mortalmente pericolosa tra due esseri viventi che, senza essere propriamente pesci, si muovevano nell'elemento mare. Ogni strumento di cui si serviva l'uomo era mosso dalla semplice forza muscolare: i remi, l'arpione, la vela. L'uomo cercava di sconfiggere la balena, che poteva distruggerne l'imbarcazione in un istante, con l'astuzia. Seguendo le vie segrete delle balene, che si muovevano dal Pacifico all'Atlantico, questi cacciatori scoprirono isole e continenti senza darsene vanto. Senza il pesce-balena i pescatori sarebbero rimasti lungo le coste; grazie alla balena vennero scoperte le correnti e il passaggio a nord. La balena e il cacciatore di balena hanno disvelato il globo terrestre, indipendentemente da Colombo e dagli altri cercatori d'oro.
[...]

## Dialogo sul nuovo spazio
Carl Schmitt chiude la sua opera con un Dialogo sul nuovo spazio, in cui i parlanti si confrontano intorno agli elementi terra, acqua e aria.
I personaggi di questo breve dialogo sono: Altmann, idealista storico, Neumeyer, razionalista, e MacFuture, che dà voce alla più recente innovazione tecnica.
[...]

### Edizioni
- (DE) Carl Schmitt, Land und Meer : Eine weltgeschichtliche Betrachtung, 1ª ed., Leipzig, Reclam, 1942.
- (DE) Carl Schmitt, Land und Meer : Eine weltgeschichtliche Betrachtung, 2ª ed., Stuttgart, Reclam-Verlag, 1954.
- Carl Schmitt, Terra e mare, a cura di Angelo Bolaffi, collana Collezione Valori Politici, nuova serie ; 4, traduzione di Angelo Bolaffi, Presentazione di Angelo Bolaffi, Milano, A. Giuffrè Editore, 1986, ISBN 88-14-00749-7.
- Carl Schmitt, Terra e mare : una riflessione sulla storia del mondo, collana Collezione Piccola biblioteca Adelphi ; 487, traduzione di Giovanni Gurisatti, Saggio di Franco Volpi, Milano, Adelphi, 2002, ISBN 88-459-1743-6.

### Fonti critiche
- Roberto Casati, Se il mare diventa terra di conquista, in Il Sole 24 Ore, 15 maggio 2022.